# Now This Is Music 6
Now This Is Music 6 is een verzamelalbum uit de Now This Is Music serie uitgebracht in 1987 met hits van dat moment.
Het was het zesde deel uit een serie van elf, die van 1984 tot 1989 liep en de Nederlandse tegenhanger was van het Engelse "Now That's What I Call Music".
Het album kwam in de albumlijst van de Nederlandse top 40 binnen op 9 mei 1987, bereikte de 8e plaats en bleef 17 weken in de lijst.

## Tracklist
kant A
1. Duran Duran - Skin Trade
2. John Farnham - You're The Voice
3. Tina Turner - Girls
4. Scorpions - Still Loving You
5. Housemartins - Caravan Of love
6. Cutting Crew - (I just) Died In Your Arms
7. UB40 - Rat In Mi Kitchen

kant B
1. Freddie Mercury - The Great Pretender
2. Carly Simon - Coming Around Again
3. Starship - Nothing's Gonna Stop Us Now
4. Huey Lewis and the News - Stuck With You
5. Bruce Willis - Respect Yourself
6. Steve Winwood - Back In The High Life Again
7. Genesis - Land Of Confusion

kant C
1. Boy George - Everything I Own
2. Lionel Richie - Love Will Conquer All
3. Chico Debarge - Talk To Me
4. Gary Moore - Over The Hills And Far Away
5. Simple Minds - Ghostdancing
6. Ward Brothers  - Cross That Bridge
7. J.M.Silk ft. Steve "silk" Hurley - Jack Your Body

kant D
1. Peter Gabriel & Kate Bush - Don't Give Up
2. Blow Monkeys  - It Doesn't Have To Be This Way
3. Mel & Kim - Showing Out (Get Fresh at the Weekend)
4. Pet Shop Boys - Opportunities (let's make lots of money)
5. The Christians - Forgotten Town
6. In Tua Nua - Seven Into The Sea
7. Iron Maiden  - Wasted Years